# Geophila orbicularis
Geophila orbicularis är en måreväxtart som först beskrevs av Johannes Müller Argoviensis, och fick sitt nu gällande namn av Julian Alfred Steyermark. Geophila orbicularis ingår i släktet Geophila och familjen måreväxter.

## Underarter
Arten delas in i följande underarter:
- G. o. neblinae
- G. o. orbicularis